# Wojciech Pszoniak
Wojciech Zygmunt Pszoniak (Leópolis, 2 de mayo de 1942-Varsovia, 19 de octubre de 2020) fue un actor de cine y teatro polaco.

## Biografía y carrera
Pszoniak nació en Lwów, Polonia ocupada por los nazis, ahora en Ucrania. Obtuvo visibilidad internacional tras la película de Andrzej Wajda de 1975 The Promised Land, en la que interpretó a Moritz, uno de los tres personajes principales.
El actor abandonó Polonia durante el período de agitación política de 1980-1981, cuando comenzó el sindicato Solidaridad y terminó con la imposición de la ley marcial el 13 de diciembre de 1981. Pszoniak encontró papeles en Francia, donde vivía y trabajaba. Después de la caída del comunismo en Europa del Este en 1989, Pszoniak apareció en películas y obras de teatro polacas.
A nivel internacional, simplificó su nombre a Wojtek, que es el diminutivo estándar del relativamente formal Wojciech en el idioma polaco.
Pszoniak interpretó a menudo personajes judíos, aunque no era de ascendencia judía. En Francia, esto se debió en parte a su papel en La tierra de la gran promesa, así como a su acento extranjero.
Pszoniak no hablaba francés cuando emigró a Francia, por lo que aprendió fonéticamente sus líneas teatrales; en películas como Danton, donde interpretó a Robespierre, su voz fue doblada. Una anécdota sobre sus habilidades lingüísticas cuenta que cuando empezó a hablar francés, un director le dijo que prefería su antiguo acento.
Murió en Varsovia, a los 78 años.

## Filmografía seleccionada
- Twarz aniola (1971) – Ojciec Tadka
- El diablo (1972) – Diabel / Salvador de Wybawca Jakuba-Jakub
- La boda (1973) – Periodista / Stanczyk
- Gniazdo (1974) – Miecislao I
- The Promised Land (1975) – Moryc Welt
- Skazany (1976) – Ryszard Bielczyk
- Obrazki z zycia (1976) – Jerzy Wojciechowski
- Smuga cienia (1976)
- Motylem jestem, czyli romans czterdziestolatka (1976) – Redactor Oswald
- Sprawa Gorgonowej (1977) – Profesor
- Rekolekcje (1978) – Marek
- Szpital Przemienienia (1979) – Dr. Marglewski
- El tambor de hojalata (1979) – Fajngold
- Aria dla atlety (1979) – Siedelmayer, director de circo
- Golem (1980) – Prisoner
- Olimpiada 40 (1980) – Schulz
- Spokojne lata (1982)
- Limuzyna Daimler-Benz (1982) – Bogdanski
- Austeria (1982) – Josele
- Przeprowadzka (1982) – Andrzej Nowicki
- Danton (1983) – Robespierre
- Okno (1983) – Waiter
- La diagonal del loco (1984) – Gran maestro Felton del equipo de Fromm
- Angry Harvest (1985) – Cybulkowski
- Je hais les acteurs (1986) – Hercule Potnik
- Mit meinen heißen Tränen (1986, TV Mini-Series) – Kajetan
- Le testament d'un poète juif assassiné (1988) – Juez
- Les Années sandwiches (1988) – Max
- Conspiración para matar a un cura (1988) – Bridge Player
- Deux (1989) – Walkowicz
- Coupe-franche (1989) – Gyuri
- Monsieur (1990) – Kaltz
- Korczak (1990) – Janusz Korczak
- Gawin (1991) – Pierre / Xerkes
- Coupable d'innocence ou Quand la raison dort (1992) – Karl Ottenhagen
- Le bal des casse-pieds (1992) – Groboniek
- Vent d'est (1993) – Coronel Tcheko
- La mirada de Ulises (1995) – (si acreditar)
- Holy Week (1995) – Zamojski
- L'amour fou (1997)
- Deuxième vie (2000) – Padre de Vincent
- Bajland (2000) – Jan Rydel
- Chaos (2001) – Pali
- Le pacte du silence (2003) –  Arzobispo
- Là-haut, un roi au-dessus des nuages (2003) – El productor
- Vipère au poing (2004) – Padre Volitza
- Strike (2006) – Kaminski
- Hope (2007) – Benedykt Weber
- The Lesser of Two Evils (2009) – Paciente
- Mistification (2010) – Pinno
- Robert Mitchum est mort (2010) – El rector de la escuela
- Mala matura 1947 (2010) – Major Trzaska
- Nie ten czlowiek (2010) – Baron
- Black Thursday (2011) – Władysław Gomułka
- Wygrany (2011) – Karloff
- Le chat du rabbin (2011) – Vastenov (voz)
- Battle of Warsaw 1920 (2011) – Maxime Weygand
- Kret (2011) – Stefan Grabek
- Cassos (2012) – Monsieur Lotz
- Rosemary's Baby (2014, miniserie) – Mr. Wees
- À la vie (2014) – Impresor
- Carte Blanche (2015) – Profesor
- Excentrycy, czyli po słonecznej stronie ulicy (2015) – Felicjan Zuppe
- Gdybyś mu zajrzał w serce (2017) – Le Polonais